# Paul Bausch
Paul Traugott Bausch (* 27. Mai 1895 in Korntal; † 1. September 1981 ebenda) war ein deutscher Politiker (CSVD, später CDU).

## Leben und Beruf
Bauschs Vater war Lehrer und Hausvater am großen Waisenhaus der Evangelischen Brüdergemeinde in Korntal. Er selbst absolvierte nach der Teilnahme am Ersten Weltkrieg die Ausbildung für den gehobenen Verwaltungsdienst und trat nach Ablegung der Staatsprüfung als Beamter in den württembergischen Staatsdienst ein. Ab 1920 war er im Arbeits- und Ernährungsministerium beschäftigt. Seit 1932 arbeitete er als Rechnungsrat in Korntal. Von 1933 bis 1945 war er Oberrechnungsrat im württembergischen Wirtschaftsministerium. Nach dem Zweiten Weltkrieg war er Oberregierungsrat im Land Württemberg. 1951 gründete er gemeinsam mit Karl Georg Pfleiderer, Gerhard Lütkens und Joseph-Ernst Fugger von Glött die Deutsche Parlamentarische Gesellschaft.

## Partei
Bausch war 1924 Mitbegründer des protestantisch-konservativen „Christlichen Volksdienstes“, der 1929 im Christlich-Sozialen Volksdienst aufging. 1945 gehörte Bausch zu den Mitbegründern der CDU in Württemberg-Baden und wurde Mitglied des dortigen CDU-Landesvorstandes. Er gehörte zu den Befürwortern einer interkonfessionellen Parteigründung, die die politische Spaltung von Protestanten und Katholiken aufheben wollte.

## Abgeordneter
Bausch war von 1928 bis 1932 Landtagsabgeordneter in Württemberg und saß von 1930 bis 1933 im Deutschen Reichstag, als dessen Mitglied er 1933 für Hitlers Ermächtigungsgesetz stimmte.
Von 1946 bis 1950 war Bausch Landtagsabgeordneter in Württemberg-Baden. 1947 bis 1949 war er Mitglied im Länderrat der amerikanischen Zone. Dem Deutschen Bundestag gehörte er seit der ersten Bundestagswahl 1949 bis 1965 an, er vertrat den Wahlkreis Böblingen im Parlament. 1953 bis 1957 war er Vorsitzender des Bundestagsausschusses für Fragen der Presse, des Rundfunks und des Films. 1951 setzte Bausch gemeinsam mit Willi Steinhörster (SPD) die institutionelle Förderung des „Bundes für Vogelschutz“ (heute NABU) aus dem Bundeshaushalt durch.

## Ehrungen und Auszeichnungen
- 1976 Ehrenbürger von Korntal-Münchingen
- 1976 Verdienstmedaille des Landes Baden-Württemberg[1]

## Werke

### Autobiographien
- Lebenserinnerungen und Erkenntnisse eines schwäbischen Abgeordneten. Bausch, Korntal 1969.

### Referate
- Wie finden wir Deutsche in der Politik den rechten Weg? Gehalten vor dem Parteitag der CDU Nordwürttemberg in Korntal am 25. April 1948.